# Chennevières (Meuse)
Pour les articles homonymes, voir Chennevières.
Chennevières est une commune associée du département de la Meuse, en région Grand Est.

## Toponymie
Anciennes mentions : Chenevières (1579 et 1700) ; Cannabariæ (1711) ; Canaveriæ (1756).
Le nom de lieu Chennevières procède du bas latin cannava ou canapus forme altérée du latin classique cannabis « chanvre », suivi du suffixe latin -aria, en français -ière. Il désigne des lieux humides où prospère la culture du chanvre.

## Histoire
Le village de Chennevières dépendait du Barrois mouvant avant 1790. Du point de vue spirituel, il dépendait du diocèse de Toul (archidiaconé et doyenné de Ligny), en tant qu'annexe de Vaux-la-Petite.
Le 1er janvier 1973, Morlaincourt devient Chanteraine à la suite de sa fusion-association avec Chennevières et Oëy.

## Administration
| Période                                  | Période  | Identité            | Étiquette | Qualité |
| ---------------------------------------- | -------- | ------------------- | --------- | ------- |
| 1989                                     | 2001     | Gilbert Thiriot     |           |         |
|                                          |          | Anne-Cécile PREVOST |           |         |
|                                          | En cours | Daniel THIRIOT      |           |         |
| Les données manquantes sont à compléter. |          |                     |           |         |

## Démographie
| 1793 | 1800 | 1806 | 1821 | 1831 | 1836 | 1841 | 1846 | 1851 |
| ---- | ---- | ---- | ---- | ---- | ---- | ---- | ---- | ---- |
| 110  | 110  | 129  | 122  | 124  | 140  | 151  | 161  | 138  |

| 1856 | 1861 | 1866 | 1872 | 1876 | 1881 | 1886 | 1891 | 1896 |
| ---- | ---- | ---- | ---- | ---- | ---- | ---- | ---- | ---- |
| 113  | 122  | 118  | 118  | 111  | 119  | 112  | 92   | 81   |

| 1901 | 1906 | 1911 | 1921 | 1926 | 1931 | 1936 | 1946 | 1954 |
| ---- | ---- | ---- | ---- | ---- | ---- | ---- | ---- | ---- |
| 78   | 86   | 72   | 63   | 58   | 53   | 57   | 57   | 64   |

| 1962 | 1968 | - | - | - | - | - | - | - |
| ---- | ---- | - | - | - | - | - | - | - |
| 54   | 51   | - | - | - | - | - | - | - |